# 러시아 전함 폴타바 (1894년)
폴타바(Poltava, 러시아어: Полтава)는 1890년대에 러시아 제국 해군이 건조한 전드레드노트급 페트로파블롭스크급 전함 중 하나였다. 이 배는 완공 직후 태평양 함대로 이동하여 1901년부터 여순항을 기지로 활동했다. 1904년에서 1905년 사이의 러일 전쟁에서 폴타바는 여순항 해전에 참여했으며 황해 해전에서 심하게 손상되었다. 폴타바는 1904년 12월 후속 포위 공격(여순항 봉쇄 작전) 동안 일본의 포격으로 침몰했다. 이후 전쟁이 끝난 후 일본이 인양하여 ‘단고’(丹後)로 개명하여 일본 제국 해군의 함적에 편입시켰다.
제1차 세계 대전 중, 폴타바는 칭다오의 포위 공격을 하는 동안 독일 요새를 폭격했다. 일본 정부는 1916년에 단고를 요청한 러시아에게 다시 판매했다. 폴타바의 이름이 새 배에 주어졌기 때문에 폴타바는 체스마(Чесма)로 이름을 바꾸었다. 백해로 가는 도중 , 폴타바는 연합군에 합류하여 그리스 정부를 설득하여 함선을 무장해제 하도록 했다. 폴타바의 승무원은 1917년 10월에 볼셰비키를 선언했지만, 영국이 1918년 북러시아 내전에 개입하기로 결정했을 때 저항하지 않았다. 열악한 상태에서 이 함선은 감옥으로 사용되었다. 1919년에 영국이 철수하면서 볼셰비키에 의해 탈환되었을 때 버려졌고 1924년에 폐기되었다.

## 설계와 개요
페트로파블롭스크급 전함의 설계는 전함 임페라토르 니콜라이 1세로부터 온 것이지만, 4문의 12인치 포와 3인치 포 등의 무장을 수용하는데 있어서 상당히 확장되었다. 건설 중에는 12문의 6인치 포가 더 강력한 12인치 포와 8인치 포로 구성된 것으로 교체하여 무장이 수정되었다. 배의 선체 길이는 114.6m, 선폭은 21.3m, 흘수는 8.6m였다. 배수량 11,140톤으로 설계되었기 때문에, 폴타바는 510톤의 초과 중량을 가지고 있으며, 이었고, 만재 시에는 11,700톤을 넘었다.

### 추진 기관
이 선박은 영국 회사인 험프리즈, 테넌트 앤 다익스에 의해 제작된 2개의 수직 3단 팽창 증기 기관에 의해 구동되며, 각각 14개의 원통형 보일러에서 생성된 증기를 사용하여 하나의 축을 구동한다. 엔진은 표시된 10,600 마력으로 평가되었으며, 16노트의 최고 속도에 도달하도록 설계되었지만, 폴타바는 해상 실험 중에는 11,213 마력에 16.29노트의 속도에 도달했다. 충분한 석탄을 운반하여 10노트의 속력으로 3,750해리(6,940 km)에 이르는 작전 반경을 가지게 되었다. 승조원은 26-27명의 장교와 605-625명의 병력으로 구성되었다.

### 무장
페트로파블롭스크급 전함의 주포는 2개의 트윈 포탑에 장착된 4문의 12인치포로 구성도어 있고, 선루의 앞뒤로 배치했다. 90초당 1발을 발사하도록 설계되었지만, 실제 발사 속도는 절반이 소요되었다. 부포는 12개의 카네 6인치 속사포로 이루어져 있었다. 이들 중 8문은 4개의 트윈 건 현측 포탑에 장착되었고, 나머지 총은 선체 중앙부의 양측 보호되지 않은 총안에 배치되었다. QF 1.9인치 호치키스포 12개, 맥심 1.5인치 속사포 28개)를 포함한 더 작은 총들이 어뢰정 방어를 위해 배치되었다. 또한 6개의 어뢰발사관으로 수상에 15인치 발사관 4개와 현측포에 장착된 18인치 수중 발사관 2개로 무장했다. 앵커리지를 보호하기 위해 50개의 기뢰도 사용되었다.

### 장갑
폴타바는 독일에서 수입된 크루프 시멘트 장갑을 사용한 최초의 러시아 전함이었다. 폴타바의 수선장갑대는 12-14.5인치 두께였고, 주포탑의 크루프 장갑은 최대 두께가 10인치였고, 보호 갑판은 니켈강 장갑으로 두께가 2에서 3인치 범위로 사용했다.

## 건조와 취역
폴타바는 1709년 표트르 1세가 스웨덴의 칼 12세를 물리친 폴타바 전투에서 이름을 따왔다. 숙련공의 부족, 설계 변경과 주요 무장의 늦은 인도로 지연된 이 배는 6년간 건조를 했다. 폴타바는 두 척의 자매함과 함께 1892년 5월 19일 되어서야 뉴 아드미랄티 조선소에서 기공되었다. 해상 실험은 1898년에서 1899년까지 지속되었으며, 그후 빠르게 발트 함대에 배치되었다. 자매함 세바스토폴과 함께, 폴타바는 러시아 제국 해군 최초로 1900년 9월 설치된 라디오를 가지고 있었으며, 그런 장비를 갖춘 최초의 선체였다. 10월 15일에 자매함들은 여순항을 향해 출항했지만, 이후 수에즈 운하를 통과할 만큼의 흘수를 확보하기 위해 탄약과 석탄, 그리고 기타 적재물들을 내려야 했다. 폴타바는 1901년 4월 12일에 자매함보다 하루 먼저 여순항에 도착했다.

### 여순항 해전
1894년에서 1895년까지의 청일 전쟁에서 일본이 승리한 이후, 러시아와 일본은 모두 만주와 한반도를 장악하고자 했고, 이것은 두 나라 사이의 긴장을 고조시켰다. 일본은 1901년 긴장 완화를 위한 협상을 시작했지만, 러시아 정부는 문제 해결 방법을 정확히 결정하지 않았기 때문에 응답이 느리고 불확실했다. 일본은 이것을 러시아 군비 프로그램을 완수하기 위한 시간을 벌기 위해 고의적인 기만으로 해석했다. 러시아는 약속을 한대로 1903년 10월 만주에서 군대를 철수시키지 못함으로써 상황이 더욱 악화되었다. 최후의 결정타는 러시아가 한반도 북부의 목재 채벌 허가권을 얻었다는 소식과 만주에 대한 일본의 이해를 인정하지 않고, 조선에 대한 일본의 조치에 계속 제약을 가했던 것이었다. 이러한 행동으로 일본 정부는 1903년 12월 전쟁이 불가피하다는 결론을 내리게 되었다. 일본과의 긴장이 고조되면서 태평양 함대는 야간에 조선에 군대를 상륙시키려는 일본의 시도에 보다 신속하게 대응하기 위해 야간에도 외항에서 계류를 시키기 시작했다.
1904년 2월 8일과 9일 밤, 일본 제국 해군은 여순항에서 러시아 함대에 대한 기습 공격을 가했다. 폴타바는 어뢰정에 의한 초기 공격에 피격당하지 않았고, 다음 날 아침에 부제독 도고 헤이하치로가 이끄는 연합함대가 공격을 가하자 출격했다. 도고는 자신들의 야간 기습이 기대보다 훨씬 성공적이었을 것으로 기대했다. 그는 러시아 군이 심하게 조직력이 무너지고, 약해졌을 것이라는 예상했다. 그러나 러시아군은 이내 기습을 수습하고 공격 준비를 마쳤다. 일본 함선은 역외 정찰을 하고 있던 장갑순양함 보야린에 의해 발견되었고, 러시아군에게 방어를 하라고 경고했다. 도고는 러시아 연안 방어선을 주포로 공격하고, 부포로 적 함선과 교전을 벌이기로 하였다. 일본의 8인치와 6인치 건이 러시아 전함에 거의 손상을 주지 못했기 때문에, 화력을 분산한 공격은 어리석은 결정이었고, 일본의 함선에 화력을 집중시키는 효과를 가져왔다. 폴타바는 별 타격이 없었던 여러 번의 피격을 당했으며, 3명의 병력만 부상을 당했다. 폴파타는 이 교전에서 12발의 12인치와 55발의 6인치 포탄을 발사했다.
도고는 태평양 함대의 일부를 밖으로 유인해 내는 작전을 시도했다. 부제독 스테판 마카로프의 기함인 페트로파볼롭스크를 포함한 함대의 일부가 유인 작전에 말려들었을 때 폴타바도 그 속에 들어 있었다. 마카로프가 5척의 일본 전함을 발견했을 때, 여순항으로 뱃머리를 돌렸지만, 그의 기함은 전날 밤에 일본군이 부설해 둔 기뢰에 부딪혔다. 기함의 탄약고 중 하나가 폭발한 뒤 2분도 채 안 되어서 침몰했고, 마카로프는 677명의 사망자 중 하나가 되었다. 해전으로 용기를 얻은 도고는 장거리 사격 임무를 재개하면서 러시아에 더 많은 기뢰를 깔아 놓았고 다음 달에 일본 전함 중 2척이 그로 인해 침몰했다.
비헬름 비트게프트 소장은 제1태평양 함대의 새로운 사령관이 되었고, 6월 23일 블라디보스톡으로 탈출하려는 미지근한 시도를 이끌었다. 연합함대에 의해 요격되자, 그는 일본 함선과 교전을 벌이지도 않고 여순항으로 돌아왔다. 폴타바는 순양함과 구축함과 함께 7월 9일 일본 해안 방어선을 포격하고, 폴타바를 막아서는 일본 선박과 잠시 교전을 벌였다. 여름 동안에, 폴타바는 항구의 방위를 강화하기 위하여 배의 47mm와 37mm 포를 육지로 옮겨두었다.

### 황해 해전
8월 10일 서서히 남쪽 여순항으로 밀고 내려 온 일본 제국군은 도시의 외곽 방어에 대한 공격을 시작했다. 기지는 이제 직접 공격을 받았고, 제1태평양 함대는 아침 7시경에 블라디보스톡으로 탈출을 시도하기 위해 출동했다. 일본 함대가 12시 55분에 러시아 군함을 요격하면서 황해 해전이 되었다.
폴타바는 일본과 교전이 시작되었을 때 러시아 선단의 여섯 번째 열에 포진하고 있었고, 그 위치에서 14:45 경에 일본 전함 아사히를 포격하기 시작했다. 그러자 기함이었던 전함 미카사도 여러 발을 쏘아 폴바타를 피격하여 폴바타를 보조하고 있던 러시아 함대를 물러서게 했다. 러시아 함대는 폴바타 성공시킨 두 발을 포함해 미카사에 여러 발을 명중시켰다. 폴바타는 장갑순양함 닛신에도 한 발을 명중시켰다. 미카사가 입은 타격으로 인해, 일본 함대는 15시 20분경에 공격에서 이탈했고, 대열을 넓히며 우현으로 돌렸다. 17시 35분경 일본은 다시 러시아의 배후를 봉쇄하고 있었다. 미카사와 다른 세 전함이 폴타바와 3척의 장갑순양함을 포격했지만, 포탑의 문제로 인해 일본 전함이 교전을 중단했다. 그들은 18시 30분에 돌아 왔고, 시키시마와 아사히는 폴타바를 향해 포격을 가했다. 러시아 함대가 빠져 나가기 시작할 때, 아사히에서 발사한 12인치 포탄 2발이 러시아 기함 체사레비치의 사령탑을 관통하여 비트케프트와 조타수를 죽이고, 선장을 중상에 빠뜨렸으며, 급선회를 한 뒤 기관을 정지시켰다. 이것을 비트게프트가 계획한 전략이라고 생각한 러시아 전열은 같은 급선회를 하기 시작했고, 폴바타를 포함한 모든 배들이 체사레비치 바로 뒤에 서서 멈춰선 기함에 피격을 막기 위해 격렬하게 조정을 했다. 함대의 2 명령권자였던 해군 소장 파벨 우흐톰스키 왕자는 나머지 러시아 함대에 여순항으로 귀환하라고 신호를 보냈다. 신호 깃발은 포베다, 세바스토폴, 팔라다와 폴타바에 의해서만 서서히 인지되었고, 다른 선박들은 귀환 항해를 위해 뱃머리를 돌리는데 약간의 시간이 걸렸다. 폴타바는 전투를 치루는 동안에 12 ~ 14발의 대구경 포탄에 피격당해 6인치 포 5개를 망가뜨리고, 12명의 승조원이 전사했으며, 43명이 부상을 당했다. 체사레비치와 페레스베트와 함께 폴타바는 수선에 피격당해 기동이 부자연스러웠고, 이런 손상으로 러시아 함대가 블라디보스톡으로 도주하지 못하게 했다.

### 여순항 봉쇄 작전

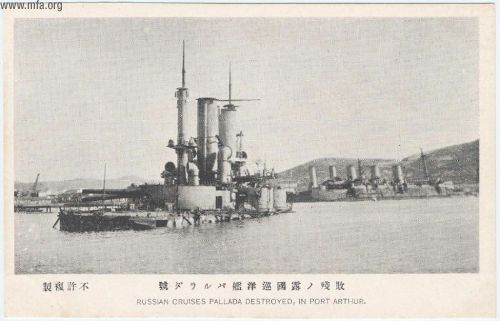
여순항에서 폴타바를 부분적으로 인양한 것을 보여주는 일본 우편엽서

8월 11일 여순항로 돌아온 러시아 함대는 노기 마레스케 남작이 이끄는 일본 제3군에 의해 포위당한 것을 알게 되었다. 폴타바는 8월 18일 포탑에서 발사된 4발의 120mm 포탄에 피격당해 6명이 부상당했다. 새로운 함대 사령관이 된 로버트 N. 비렌 소장은 항구의 육상 방어가 더 중요하다고 믿었고, 폴타바에서 계속 무기를 해체해서 배치하고, 승조원은 육군 보병으로 돌렸다. 9월경 폴타바는 3문의 6인치, 4문의 47mm, 26문의 37mm포를 해체했다. 같은 달, 폴타바는 일본 초소를 공격하기 시작했다. 11월까지 폴타바는 100발의 12인치 미지수의 6인치 포탄을 쏘아 보냈다.
10월에 진군하던 제3군은 11인치의 공성 곡사포로 항구를 무작위로 포격하기 시작했다. 그 포격으로 10월 7일에 폴타바는 두 차례 피격을 당했지만, 포격의 시작일 뿐이었다. 12월 5일에 일본군은 항구를 내려다 볼 수 있는 중요한 초소인 203 미터 언덕을 점령했으며, 포병이 직접 러시아 함대를 직사할 수 있게 되었다. 바로 그날 폴타바는 5발의 포탄에 피격 당했고, 그중 3발은 갑판을 관통했다. 한 발은 어뢰실을 피격했고, 나머지 한 발은 후방 47mm 탄약창을 폭파시켰다. 그것이 끌 수 없는 화재의 시작이 되었다. 이미 소화장치는 망가져있고, 결국 근처에 있었던 12인치 탄약고의 추진체를 점화시켰다. 피격을 당한 지 약 30분 후에 탄약고는 폭발했고, 선체 바닥에 구멍을 내서 45분 뒤 얕은 바다에 침몰했다.

### 일본 전함 단고
1905년 1월 여순항이 항복함에 따라, 일본 엔지니어들이 7월 22일에 폴타바를 인양하여, 한 달 후 단고(丹後)로 취역시켰다. 함명은 현재 교토에 속한 고대 일본 지방인 단고국에서 이름을 따왔다. 1등 전함으로 분류된 단고는 이틀 후 마이즈루 해군 공창으로 출발하여 8월 29일에 도착했다. 1905년 10월 23일 노획된 선박의 검토에 참여한 것을 제외하고는, 단고는 1907년 11월까지 수리를 계속 받았다. 단고는 요코스카 해군 공창으로 항해를 시작했다.
일본 제국 해군이 폴타바가 수리한 후에 선박에 여러 차례 변경을 가했다. 폴타바의 망루가 제거되고, 보일러를 16개의 미야바라 수관 보일러로 교체했다. 주포를 유지했지만, 후장총포는 모두 일본제로 바뀌었다. 트윈 포탑에 있는 152mm 부포는 유지되었고, 4개의 포곽 152mm 포는 일제 150mm /45구경 41년형 포 6개로 대체되었다. 폴타바 경무장은 10문의 QF 12 파운드 12cwt 함포와 4문의 37mm포로 수정되었다. 4개의 18인치 수상 어뢰발사관이 원래의 어뢰 무장을 대체했다. 폴타바의 승무원은 현재 668명의 장교와 승조원이 되었다.
단고는 1911년에 함대에 합류하여, 1912년 1등 해방함으로 재분류되었다. 1913년에는 단고는 ‘적’ 함의 일부로 연례 전술 훈련에 참여했다. 제1차 세계 대전이 시작된 직후 폴타바는 카토 사다키치 제독이 지휘하는 2함대에 배속되었다. 함대는 독일 소유의 중국 칭다오 항을 봉쇄하고, 일본 제국과 협력하여 도시를 점령하는 임무를 부여 받았다. 단고와 함대의 다른 배들은 독일군이 11월 7일에 항복할 때까지 포위 공격을 하며 독일 요새들을 폭격했다.

### 러시아 반환

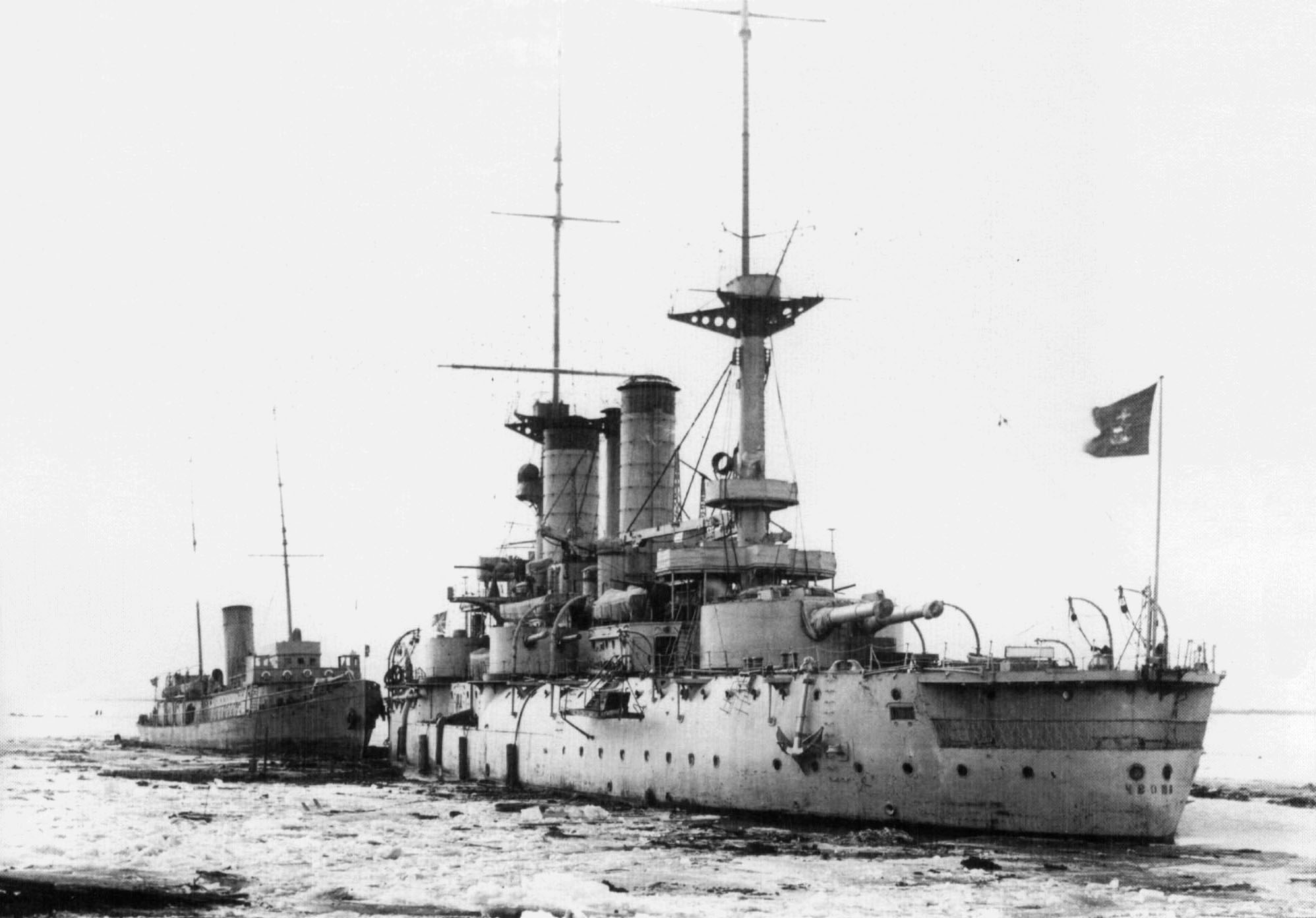
1921년 백해에 닻을 내린 체스마

1916년 러시아 정부는 발트해와 흑해 근해의 해상력을 강화하기로 결정했다. 일본과 러시아가 전쟁에서 연합군이 됨에 따라, 일본 정부는 3월에 단고와 다른 이전 러시아 군함을 러시아에 판매했다. 전함은 4월 2일 블라디보스톡에 도착했으며, 4월 3일 또는 4일에 러시아 군에 인도되었다. 이전 이름은 새롭게 건조된 드레드노트급 전함 폴타바에게 부여했기 때문에, 단고는 체스마 전투를 따서 체스마로 이름이 변경되었다. 체스마는 7월 2일 블라디보스토크를 출발하여 9월 19일 이집트의 포트사이드에 도착했다.
체스마는 살라미스 근해에서 연합군 함대에 합류하였다. 그 달 말에 그리스 함대의 무장해제를 요구하였고, 그리스가 연합국의 요구를 충족하기로 동의한 후에 출발했다. 체스마의 기계 장치는 12월 5일부터 버컨헤드에서 캠멜 레어드에 의해 정비, 개수되었으며, 체스마의 주갑판 6인치와 12파운드 포는 제거되었다. 그 대신 체스마는 상부탑에 장착된 4대의 대공포를 받았다. 체스마는 1917년 1월 16일에 무르만스크주 알렉산드롭스크에 도착했다. 체스마가 도착 직후 2월 혁명으로 정치적 상황은 매우 혼란해졌다. 체스마는 2월 3일에 백해 함대에 편입되었다. 체스마의 승조원은 10월에 볼세비키지지 선언을 했다, 그러나 1918년 3월에 무르만스크에서 연합군 상륙을 방해하려는 어떤 노력도 하지 않았다. 전함은 직후에 영국에 의해 ‘항해에 부적합한’ 것으로 여겨졌으며, 배를 노획하여 1919년 4월 40명의 볼세비키 수감자 수용하기 위해 체스마를 떠 있는 감옥으로 사용했다. 영국군이 철수한 후 버려진 함선은 1920년 3월 붉은 군대에 점령되어 4월 24일 볼셰비키 백해 전대에 편입되었다. 어떤 군사적인 가치도 없었던 체스마는 1921년 6월 16일에 아르한겔스크 항구로 옮겨졌으며, 1924년 7월 3일에 해군 함적에 올랐다가 그 후에 폐기처분되었다.

## 참고 문헌
- Balakin, Sergey (2004).  Морские сражения. Русско-японская война 1904–1905 [Naval Battles of the Russo-Japanese War] (러시아어). Moscow: Maritime Collection. LCCN 2005429592.
- Burt, R. A. (1989). 《Japanese Battleships, 1897–1945》. London: Arms and Armour. ISBN 978-0-85368-758-0.
- Gibbons, Tony (1983). 《The Complete Encyclopedia of Battleships and Battlecruisers : A Technical Directory of All the World's Capital Ships From 1860 to the Present Day》. London: Salamander Books. ISBN 978-0-86101-142-1.